# Pietro Leone Bombelli

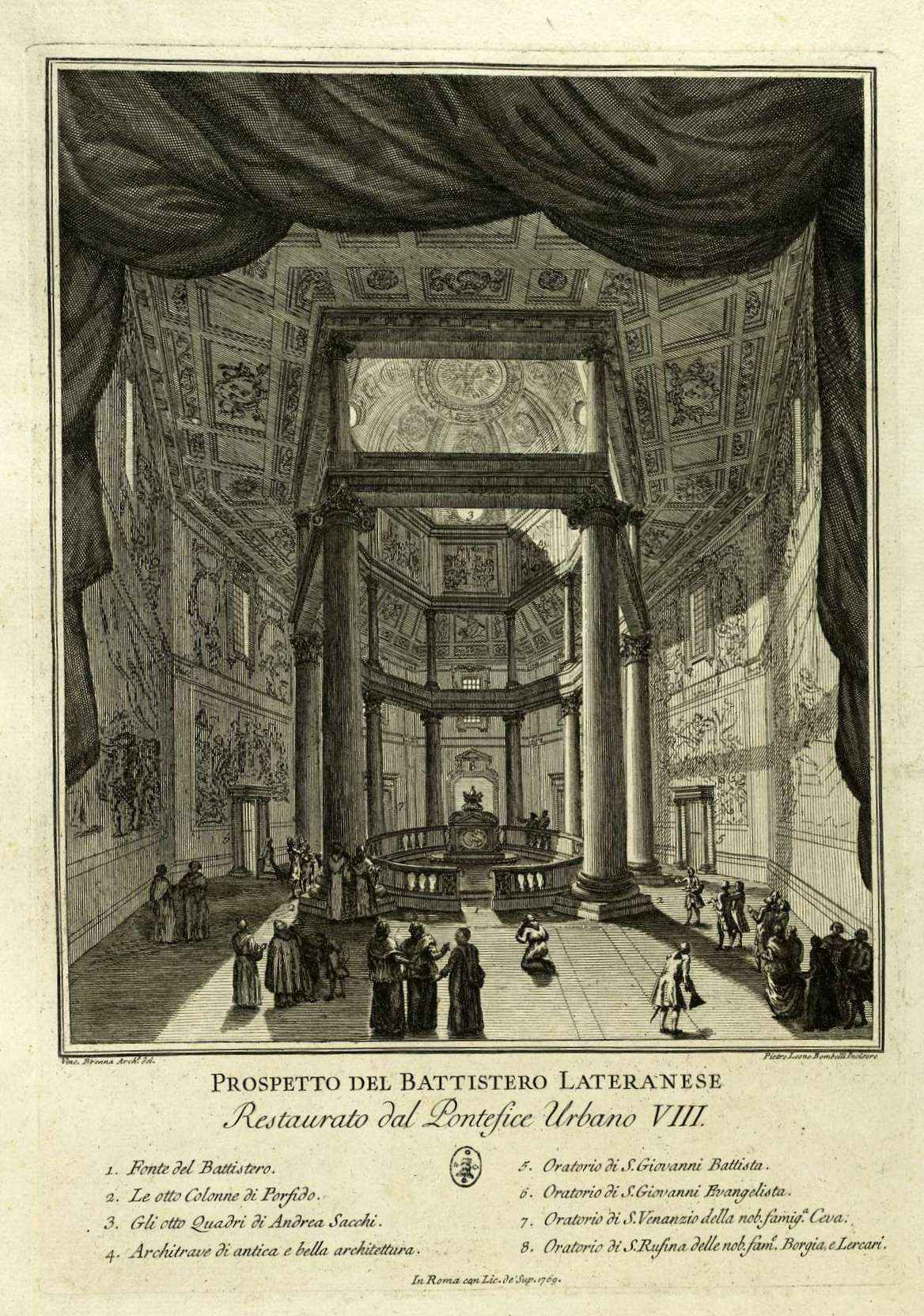
Interior del baptisterio lateranense restaurado por el pontífice Urbano VIII. Grabado de Pietro Leone Bombelli por dibujo de Vincenzo Brenna, arquitecto. 1769. Biblioteca Casanatense.

Pietro Leoni Bombelli (Roma, 1737-1809) fue un grabador y pintor italiano, discípulo de Stefano Pozzi.
Como grabador se le conocen perspectivas arquitectónicas, como la del interior del baptisterio lateranense restaurado por Urbano VIII, según dibujo del arquitecto Vincenzo Brenna (1769), siendo este también el género al que pertenece el Interior de San Pedro de Roma, óleo de 1805 conservado en el Museo del Prado, retratos, como los de Francesco Caetani, duque de Sermoneta, por pintura de Antonio Cavallucci y el de José Nicolás de Azara, por dibujo propio, fechado en 1796, y estampas de devoción, en algún caso relacionadas con procesos de beatificación, como las dedicadas a María de Jesús de Ágreda por dibujos de Mariano Salvador Maella, Juan Grande atendiendo a los apestados (1780), Gaspar de Bono (1786), y Mariana de Jesús Paredes y Flores, esta por dibujo de Marco Caprinozzi. Grabó también, en 1804, la Vera effigie del B. Leonardo da Porto Maurizio, responsable de la erección de Viae Crucis por toda Italia, y él mismo publicó en Roma en 1782 una serie dedicada a la piadosa tradición formada por doce estampas calcográficas con la participación de varios colaboradores, entre ellos Francesco Cecchini y Antonio Capellan, de la que hizo una segunda estampación, enteramente firmada por él, en 1803. Una colección de la primera edición, coloreada a la acuarela, se conserva en la iglesia de San Agustín de San Costanzo y sirvió de modelo para posteriores series pintadas al óleo en talleres locales.
En el grabado de reproducción abrió al aguafuerte y buril, por dibujo de Desiderio de Angelis, la serie de pinturas de la historia de Juan el Bautista y la Santa Elena y el milagro de la Cruz de la Basílica de San Pedro de Andrea Sacchi, y la Virgen con el Niño y san Francisco de Asís de Domenichino. Reprodujo también algunas de las esculturas de la catedral de Orvieto (1791) y de la columnata de la Plaza de San Pedro, de cuya edición y venta se encargó él mismo.